# Giuseppe Segalla
Giuseppe Segalla (Chiuppano, 21 ottobre 1932 – Padova, 11 luglio 2011) è stato un presbitero, teologo e biblista italiano.
Sacerdote della Diocesi di Padova, canonico onorario della Cattedrale.

## Studi
Come giovane aspirante al sacerdozio, ha completato la formazione spirituale e culturale presso il seminario di Padova; è stato ordinato sacerdote il 14 luglio 1957. Dopo la licenza in teologia alla Pontificia Università Gregoriana,  ha conseguito il dottorato in Teologia alla Pontificia Università Lateranense con una tesi su "La conversione eucaristica in Sant'Ambrogio" ed ha conseguito il dottorato in Sacra Scrittura al Pontificio Istituto Biblico con una tesi su "La volontà di Dio e dell'uomo in Giovanni".

## Carriera
Dal 2002 ordinario emerito di Nuovo Testamento nella Facoltà Teologica dell'Italia Settentrionale nelle sedi di Milano e di Padova; dal 1971 al 1983 è stato Preside della sede di Padova (divenuta poi Facoltà Teologica del Triveneto). Dal 1968 è stato redattore e poi direttore, dal 1989 al 2001, della rivista "Studia Patavina".
È stato membro dal 1975 della Society for New Testament Studies (Studiorum Novi Testamenti Societas), e membro della Pontificia commissione biblica dal 1985 al 1995, decennio in cui partecipò all'elaborazione dello storico documento "L’interpretazione della Bibbia nella Chiesa" del 1993. La sua attività di esegeta è stata caratterizzata da una cospicua produzione scientifica, dedicata alla letteratura giovannea, alla teologia biblica, all'etica del Nuovo Testamento e alla definizione del Gesù storico.  Ha collaborato con numerose riviste quali Teologia (Milano), Biblica (Roma) e Rivista biblica (Brescia), Studia Patavina (Padova). Giuseppe Segalla, come studioso di Sacra Scrittura, si è distinto nel panorama dell’esegesi italiana postconciliare come tra coloro che hanno contribuito a sprovincializzarla, rendendola apprezzabile in un contesto internazionale.
Dal 1968 fino a poco prima della sua morte si è impegnato nel condurre alla laurea in Medicina più di cinquanta suore indiane, curandone l'alloggio, l'apprendimento della lingua italiana, l'accompagnamento spirituale e l'accesso alla facoltà di Medicina dell'Università di Padova, allacciando così solidi legami con le Chiese indiane e contribuendo alla realizzazione di due centri missionari nella diocesi di Meerut, nello Stato del Kerala.
Tra le opere agiografiche, la biografia di Suor Rani Maria (1954-1995), è stata pubblicata nel 2002 e tradotta in più lingue compreso il malayalam lingua dello Stato del Kerala. Nel 2003 è stata avviata la causa di beatificazione di suor Rani Maria nella Diocesi di Indore (Kerala). Il 23 marzo 2017 Papa Francesco ha autorizzato la Congregazione delle cause dei santi a promulgare il Decreto riguardante il martirio della Serva di Dio Regina Maria Vattalil (al secolo: Suor Maria Rani) religiosa professa della Congregazione Clarisse Francescane nata in Kerala nel 1954 e uccisa il 25 febbraio 1995.
Altra opera agiografica di Mons. Giuseppe Segalla è dedicata a Suor Alfonsa Muttathupadathu(1910-1946). Il vescovo di Palai (Kerala) nel 1955 ha iniziato il regolare processo diocesano per la sua beatificazione; il 9 novembre 1984 venne dichiarata venerabile e l’8 febbraio 1986 Papa Giovanni Paolo II la proclamò a Kottayam prima beata dell’India. Il 12 ottobre 2008, a Roma, Papa Benedetto XVI ha proclamato Santa Suor Alfonsa Muttathupadathu.

## Opere
- Gesù pane del cielo per la vita del mondo, Padova, Edizioni Messaggero Padova, 1976;
- Metodologia per uno studio della teologia del Nuovo Testamento, Torino, Marietti Editore, 1978
- Panorama storico del Nuovo Testamento, Brescia, Queriniana, 1984;
- La cristologia del Nuovo Testamento. Un saggio, Firenze, Paideia, 1985
- Panorama letterario del Nuovo Testamento, Brescia, Queriniana, 1986;
- Una storia annunciata. I racconti dell'infanzia in Matteo, Brescia, Morcelliana, 1987;
- Introduzione all'etica biblica del Nuovo Testamento. Problemi e storia, Brescia, Queriniana, 1989;
- Maria ai piedi della croce, Casale Monferrato, Edizioni Piemme, 1989
- Evangelo e vangeli. Quattro evangelisti quattro Vangeli quattro destinatari, Edizioni Dehoniane Bologna, 1993
- Gesu emarginato fra gli emarginati, Roma, Gregoriana Libreria Editrice, 1995
- Vangelo secondo Giovanni. Traduzione strutturata, Reggio Emilia, Edizioni San Lorenzo, 1997
- Lettera ai Romani, Reggio Emilia, Edizioni San Lorenzo, 1999
- Miracoli straordinari. Il soprannaturale invisibile diventa visibile, Edizioni del Noce, 1999
- Gesù e i malati, Roma, Gregoriana, 2000;
- Sangue sulla strada. Una martire della carità. Suor Rani Maria, Padova, Opera della provvidenza Sant'Antonio, 2002
- Teologia biblica del Nuovo Testamento, Torino, ElleDiCi, 2006;
- Sulle tracce di Gesù. La Terza Ricerca, Assisi, Cittadella, 2006;
- Storia di una passiflora. Suor Alfonsa Muttathupadathu, Padova, Opera della provvidenza Sant'Antonio, 2008
- (con Romano Penna e Raniero Cantalamessa) Gesù di Nazareth fra storia e fede, Bologna, Edizioni Dehoniane Bologna, 2009
- La ricerca del Gesù storico, Brescia, Queriniana, 2010;
- Il quarto vangelo come storia, Bologna, Edizioni Dehoniane Bologna, 2012;